# Campo Real
Campo Real è un comune spagnolo di 2 993 abitanti situato nella comunità autonoma di Madrid.